# Trung Đài Loan

Trung Đài Loan theo định nghĩa chính thức

Trung Đài Loan (tiếng Trung: 中台灣) là một trong bốn khu vực của Đài Loan. Theo định nghĩa chính thức, Trung Đài Loan gồm các huyện thị: Miêu Lật, Đài Trung, Chương Hóa, Nam Đầu và Vân Lâm. Đây là khu vực phát triển mạnh về nông nghiệp và khoa học công nghệ phục vụ cho nông nghiệp. Vùng này tập trung các doanh nghiệp vừa và nhỏ, sản xuất thiết bị cơ giới chính xác, như xe đạp Tiệp An Đặc, Đài Trung tinh cơ, công nghiệp Bảo Thành, công ty cổ phần hữu hạn công nghiệp hàng không Hán Tường. Dân số của vùng là khoảng 6 triệu người với hai vùng đô thị lớn là Đài Trung và Chương Hóa. Trong thế kỷ 21, việc hình thành đường sắt cao tốc Đài Loan và khu khoa học công nghiệp Trung Bộ đã mở ra cho vùng, nhất là Đài Trung nói riêng, những cơ hội phát triển mới.